# Marcus Tönsen
Marcus Tönsen, född den 30 november 1772 i Kjus, död den 11 juli 1861 i Kiel, var en tysk rättslärd.
Tönsen blev cand. theol. 1796, präst i Dublin, 1801 cand. jur., underrättsadvokat 1802, 1804 tillika universitetssyndikus, 1805 överrättsadvokat, samma år häradsfogde i Tønder, 1816–1850 ordinarie professor i Kiel, Dr. jur. 1817. Utöver några rättshistoriska arbeten Glosse einiger Fragmente der revidierten Land-Gerichts-Ordnung (1802), Schleswig-Holsteinische Land-Gerichts-Ordnung, revidiert und bekannt gemacht im Jahre 1636. Mit einem Anhange (1821), skrev Tönsen Grundsätze eines allgemeinen positiven Privat-Rechts dargestellt aus einem positiv-rechtlichen Princip (1828) och ett häfte Beiträge zur Kritik und zur Basis eines allgemeinen positiven Privatrechts (1842). Tillsammans med åtta kolleger (Nicolaus Falck, Emil Herrmann, Johannes Christiansen, Carl Otto von Madai, Johann Gustav Droysen, Georg Waitz, Johann Christian Ravit och Lorenz von Stein) utgav han den bekanta lilla skriften Staats- und Erbrecht des Herzogthums Schleswig. Kritik des Commissionsbedenkens über die Successionsverhältnisse des Herzogthums Schleswig (1846), som blev bemött av bland andra Caspar Frederik Wegener.